# ويليام بالمر (لاعب كريكت)
ويليام بالمر (5 يناير 1847 - 2 سبتمبر 1906) (بالإنجليزية: William Palmer)‏ هو لاعب كريكت بريطاني.

## وصلات خارجية
- ويليام بالمر على موقع إي آس بي آن كريك إنفو (الإنجليزية)